# Indian Health Service
Le Indian Health Service est un organisme public fondé en 1955 aux États-Unis. Il offre des soins à une partie de la population amérindienne. S'appuyant sur les tribus et des entreprises privées, il emploie plus de 4 000 personnes en 2017. 

Logo du Indian Health Service.

## Formation et missions
La prestation de services de santé aux membres de tribus reconnues par le gouvernement fédéral est née de la relation spéciale entre le gouvernement fédéral et les peuples autochtones. Cette relation, établie en 1787, est fondée sur l'article I, section 8 de la Constitution. Elle est formalisée et concrétisée par de nombreux traités, lois, décisions de la Cour suprême et décrets.
Les services de santé pour les Indiens d'Amérique et des autochtones d'Alaska ont d'abord été fournis par le département de la guerre du début du XIXe siècle jusqu'à la création du Bureau des affaires indiennes qui a repris la mission. Le Département de la Santé, de l'Éducation et des Services sociaux prend ensuite la relève et le Indian Health Service voit le jour en 1955.
Les priorités initiales sont de constituer un personnel de santé compétent, instituer un traitement curatif complet pour les personnes gravement malades et développer un programme de prévention à grande échelle.

## Prestations et personnel

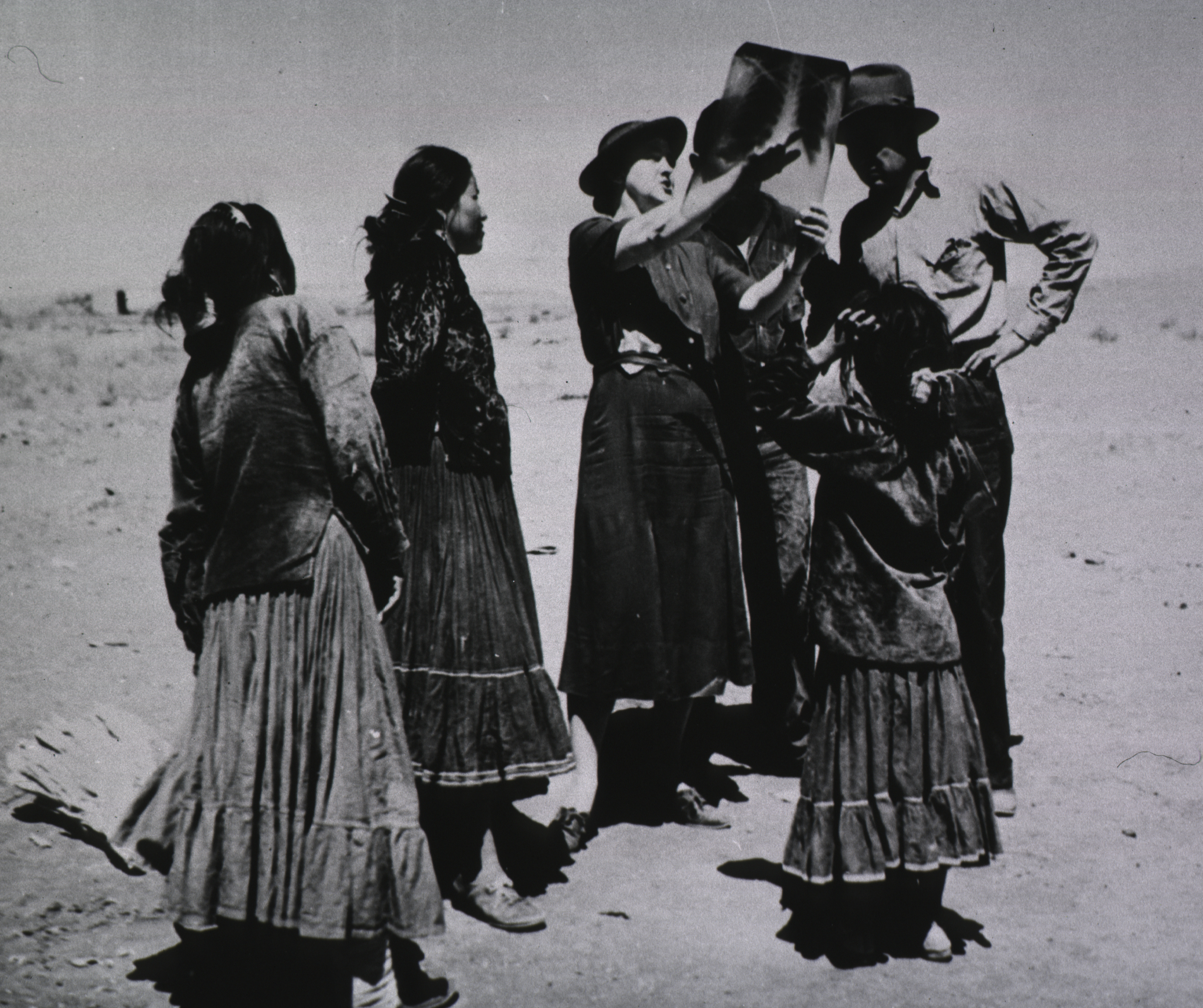
Une infirmière du Indian Health Service montre une radiographie du thorax à un groupe de Navajos.

Les mesures préventives et thérapeutiques sont principalement dirigées vers les réserves. Les services de santé sont délivrés par l'IHS par des programmes contractuels gérés par les tribus et des prestataires privés. En 2017, d'après les données fournies par l'organisme, le personnel clinique se compose d'environ 2 648 infirmiers, 725 médecins, 698 pharmaciens, 110 hygiénistes 115 assistants médicaux et 272 dentistes. L'IHS emploie également divers professionnels paramédicaux, tels que des nutritionnistes et des cadres de santé.

## Réalisations, limites et controverses

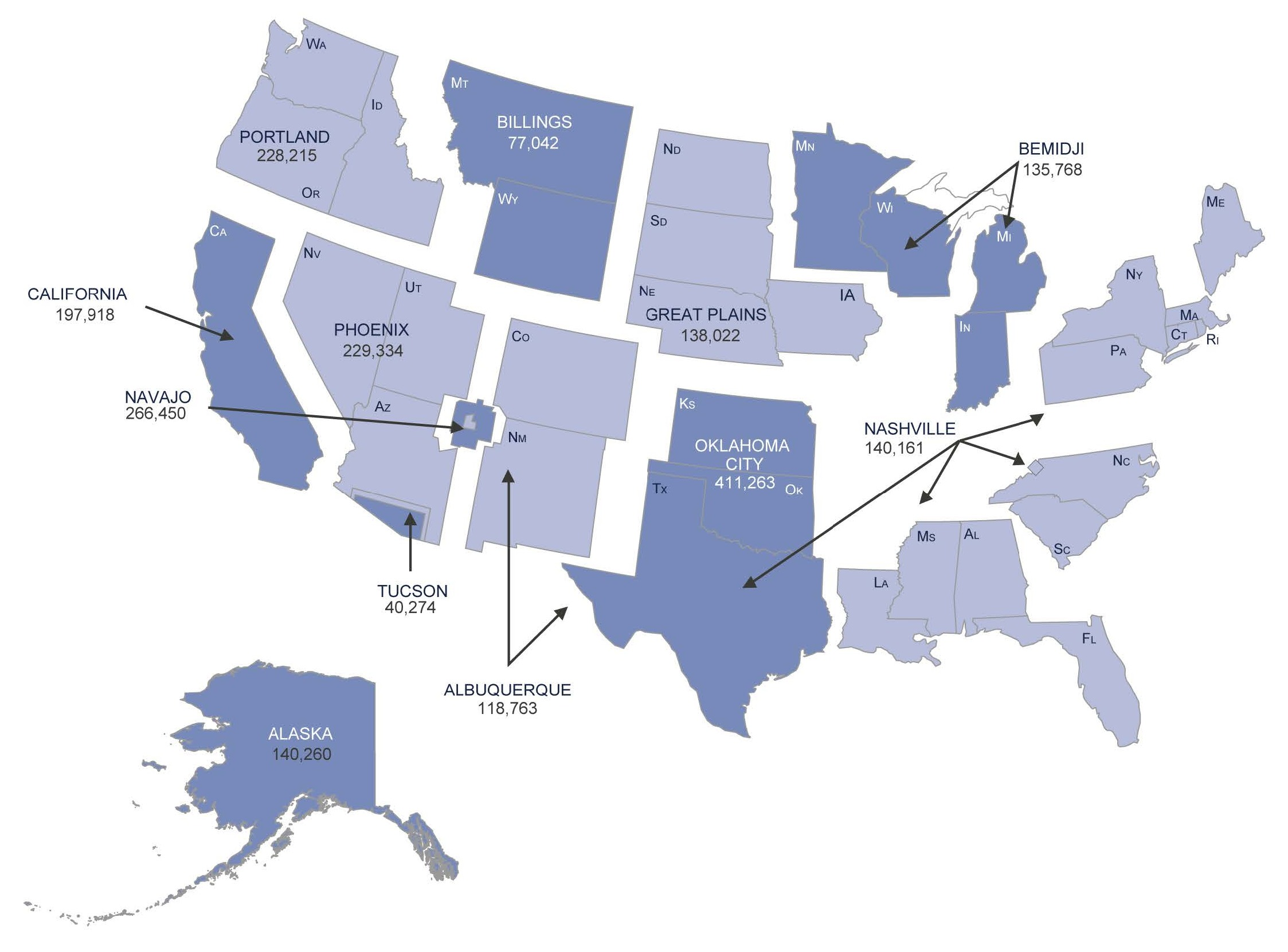
Nombre et répartition géographique de la population ciblée en 2014.

Ces dernières décennies, l'IHS a contribué à réduire l'écart d'espérance de vie entre les Amérindiens et les Blancs (de huit à cinq ans), à améliorer le dépistage du diabète et à moderniser les techniques médicales. Les autochtones restent cependant défavorisés par rapport au reste de la population américaine .
L'organisme se heurte cependant à la limitation de ses ressources, ce qui conduit une part de la population admissible à recourir à des services de soin hors de ce cadre : en 1987, plus de la moitié est dans ce cas. Les organismes privés complètent par ailleurs ce cadre. L'organisme est cependant accusé d'avoir stérilisé des femmes enceintes sans leur consentement dans les années 1960 et 1970 par la coercition (menace de l'exclusion des soins) ou la tromperie (signature de documents dans une langue étrangère aux mères).